# Khaled Mobayed
Khaled Mobayed (in arabo خالد المبيض‎?; Hama, 6 marzo 1993) è un calciatore siriano, centrocampista dell'Al-Wahda e della Nazionale siriana.

## Caratteristiche tecniche
È un centrocampista centrale.

## Carriera

### Nazionale
Con la nazionale siriana ha preso parte alla Coppa d'Asia 2019.

## Statistiche

### Cronologia presenze e reti in nazionale
| Cronologia completa delle presenze e delle reti in nazionale ― Siria | Cronologia completa delle presenze e delle reti in nazionale ― Siria | Cronologia completa delle presenze e delle reti in nazionale ― Siria | Cronologia completa delle presenze e delle reti in nazionale ― Siria | Cronologia completa delle presenze e delle reti in nazionale ― Siria | Cronologia completa delle presenze e delle reti in nazionale ― Siria | Cronologia completa delle presenze e delle reti in nazionale ― Siria | Cronologia completa delle presenze e delle reti in nazionale ― Siria |
| Data                                                                 | Città                                                                | In casa                                                              | Risultato                                                            | Ospiti                                                               | Competizione                                                         | Reti                                                                 | Note                                                                 |
| -------------------------------------------------------------------- | -------------------------------------------------------------------- | -------------------------------------------------------------------- | -------------------------------------------------------------------- | -------------------------------------------------------------------- | -------------------------------------------------------------------- | -------------------------------------------------------------------- | -------------------------------------------------------------------- |
| 10-01-2019                                                           | al-'Ayn                                                              | Giordania                                                            | 2 – 0                                                                | Siria                                                                | Coppa d'Asia 2019 - 1º turno                                         | -                                                                    | 83’                                                                  |
| 15-01-2019                                                           | al-'Ayn                                                              | Australia                                                            | 3 – 2                                                                | Siria                                                                | Coppa d'Asia 2019 - 1º turno                                         | -                                                                    | 83’                                                                  |
| Totale                                                               |                                                                      | Presenze                                                             | 2                                                                    |                                                                      | Reti                                                                 | 0                                                                    |                                                                      |

## Palmarès

### Club

#### Competizioni internazionali
- Coppa dell'AFC: 1

Al-Quwa Al-Jawiya: 2018